# Sommer-Paralympics 2008/Teilnehmer (Portugal)
| stlisierte Goldmedaille | stlisierte Silbermedaille | stlisierte Bronzemedaille |
| ----------------------- | ------------------------- | ------------------------- |
| 1                       | 4                         | 2                         |

Portugal nahm mit 52 Sportlern an den Sommer-Paralympics 2008 im chinesischen Peking teil.
Fahnenträger bei der Eröffnungsfeier war die Ruderin Filomena Franco, erfolgreichster Athlet der Mannschaft der Bocciaspieler João Paulo Fernandes mit einer Gold- und einer Silbermedaille.

## Teilnehmer nach Sportarten

### Boccia
Frauen
- Carla Cerqueira
- Cristina Goncalves *
- Eunice Raimundo *

Männer
- Emilio Conceicao
- Armando Costa *
- João Paulo Fernandes, 1×  (Gemischtes Einzel, Klasse BC1) *
- Fernando Ferreira *
- Luis Ferreira
- Antonio Marques, 1×  (Gemischtes Einzel, Klasse BC1) *
- Paulo Morais
- Luis Pacheco
- Mario Peixoto *
- Fernando Pereira *
- Bruno Valentim *

|* Mannschaftswettbewerbe
| Gemischtes Team Klasse BC1-2 (Silber )                                            | Gemischtes Paar Klasse BC3 (Bronze )              | Gemischtes Paar Klasse BC4 (Silber ) |
| --------------------------------------------------------------------------------- | ------------------------------------------------- | ------------------------------------ |
| - Joao Paulo Fernandes - Fernando Ferreira - Cristina Goncalves - Antonio Marques | - Armando Costa - Mario Peixoto - Eunice Raimundo | - Fernando Pereira - Bruno Valentim  |

### Leichtathletik
Frauen
- Maria Fernandes
- Odete Fiuza

Männer
- Nuno Alpiarca
- Nuno Alves
- Firmino Baptista
- João Campos
- Antonio Catarino
- Luis Costa
- Carlos Ferreira
- Luis Goncalves, 1×  (400 Meter, Klasse T12)
- Amilcar Leal
- Carlos Lopes
- Gabriel Macchi
- José Monteiro
- Martim Nunes
- Jorge Pina
- Antonio Pinheiro
- Gabriel Potra
- Paulo Ramos
- Vitor Rego
- Henrique Santos
- Alexandrino Silva
- Miguel Silva
- Ricardo Vale
- David Verissimo

### Radsport
Männer
- Augusto Pereira

### Reiten
Frauen
- Sara Duarte

### Rudern
Frauen
- Filomena Franco

### Schwimmen
Frauen
- Joana Calado
- Simone Fragoso
- Diana Guimaraes
- Leila Marques
- Perpetua Vaza

Männer
- David Grachat
- Nelson Lopes
- Joao Martins, 1×  (50 Meter Rücken, Klasse S1)

### Segeln
Frauen
- Luisa Silvano

Männer
- Bento Amaral